# Четверик, Григорий Валерьевич
Григорий Валерьевич Четверик (19 июля 1987, Брежнев, РСФСР, СССР) — российский футболист, защитник. Сын футбольного тренера Валерия Четверика.

## Карьера
Начинал свою карьеру в клубе «Краснодар-2000». В сезоне 2011/12 выступал в ФНЛ в составе владимирского «Торпедо». После того, как «черно-белые» потеряли профессиональный статус, уехал в Белоруссию, где сыграл одну игру в местном высшем дивизионе за клуб «Гомель».
В 2014 году сыграл 4 игры (забил 1 мяч) в Первенстве ПФЛ за ялтинскую «Жемчужину».